# Samarina
Samarina (în greacă Σαμαρίνα, în aromână Samarina / Xamarina/ San Marina) este un sat și o fostă municipalitate din unitatea regională Grevena, Macedonia de Vest, Grecia. Din 2011 (reforma administrației publice locale) este parte a municipiului Grevena, care este o unitate municipală. Populația este formată în principal de aromâni (denumiți și vlahi). Localitatea atrage mulți turiști datorită locației pitorești plină de păduri de fag și climei răcorase vara. Populația era de 378 de persoane în 2011.
Samarina este una din cele mai vestite localități aromânești din zona Pindului; locuitorii păstrează cu mândrie moștenirea și tradițiile lor. În fiecare vară, pe 15 August, Samarinenii de peste tot în lume se adună în satul lor strămoșesc pentru a sărbători Adormirea Maicii Domnului. Atunci, în piața principală din fața Bisericii Mari, ei joacă „Hora Mare” (în aromână Corlu Mari, în greacă: Tranós Chorós): mii de oameni se țin de mână și formează cercuri concentrice, mergând pe jos încet și ceremonios în sensul invers acelor de ceasornic, în timp ce se cântă imnurile tradiționale într-un unison vibrant. După ceremonia religioasă au loc festivitățile civile, la care vin și alți Aromâni din diferitele țări în care trăiesc, cu muzică aromânească, exponate artizanale, prezentări de produse, simpozii economice sau culturale și, desigur, mese festive cu bucate și băuturi specifice.

## Locație
Samarina este situată zona de est al Muntelui Smolikas (în aromână Smolcu), cel mai înalt vârf din Munții Pindului și al doilea cel mai înalt munte din Grecia, după Olimp. La o altitudine de 1380-1515 de metri, Samarina este una dintre cele mai înalte localități din Grecia și, de asemenea, una dintre cele mai înalte din Balcani.

## Istoria
Acest sat din munții Pindului cu populație aromână, s-a bucurat de o perioadă economică în creștere și de o dezvoltare culturală de excepție în secolele XVIII și XIX.
Pe o hartă venețiană apare sub numele de Santa Marina. Locuitorii săi, în mare parte au fost păstori și au avut crescătorii de oi și capre, făcând comerț cu carpete și covoare din lână denumite „nflucati, scoarți, velențe”, în târgurile din Balcani. Samarinenii practicau de asemenea transhumanța. Succesul economic s-a bazat pe aceste activități, dar și prin creșterea de bovine pentru lapte, carne și piele, sau prin industria de panificație. Crescătorii și negustorii Samarineni au inițiat lungi caravane nu numai în Balcani, dar și prin Principatele Române și până în Austro-Ungaria. Nivelul de cultură atins de acest oraș (având biserici, școli și o bibliotecă) se manifastă și prin excelenta sa pictură religioasă. 
Samarina a fost locul de nastere al lui Alcibiade Diamandi și Nicolae Matuși, liderii mișcării paramilitare și politice „Legiunea Romană”, care s-au opus asimilării etnice a aromânilor de către greci și au promovat, în timpul celui de-al doilea Război Mondial, autononomia locală aromână, proiect rămas nerealizat și denumit în unele cazuri „Principatul Pindului”, după numele unui proiect similar din timpul Primului Război Mondial, ambele proiecte fiind prezentate Italiei și României pentru o eventuală susținere.

## Personalități născute aici
- Jiří Staca (1884 - 1958), filolog, traducător ceh, de origine aromână.